# Piotr Wilczewski
Piotr Wilczewski (* 9. August 1978 in Dzierżoniów) ist ein polnischer Profiboxer und ehemaliger Europameister der EBU im Supermittelgewicht.

## Amateurkarriere
Bei den 9. Junioren-Weltmeisterschaften 1996 in Havanna unterlag er im Halbmittelgewicht startend, bereits in der ersten Turnierrunde dem späteren Weltmeister Vladimir Linares aus Kuba.
Beim Chemiepokal 2000, verlor er in der zweiten Turnierrunde gegen den Tschechen Rudolf Kraj.
Bei den 33. Europameisterschaften in Tampere 2000, startete er im Halbschwergewicht und siegte dabei gegen den Ukrainer Vyacheslav Uzhelkov, unterlag dann aber dem späteren Vize-Europameister Claudiu Rasco.
Bei den 34. Europameisterschaften 2002 in Perm, gewann er im Mittelgewicht gegen den Deutschen Eduard Gutknecht, verlor jedoch anschließend gegen den Finnen Jani Rauhala.
Polnische Meisterschaften
- 1996: Polnischer Juniorenmeister im Halbmittelgewicht
- 1997: Polnischer Meister (U-20) im Mittelgewicht
- 1998: Polnischer Meister im Mittelgewicht
- 1999: Polnischer Vizemeister im Mittelgewicht
- 2000: Polnischer Meister im Halbschwergewicht
- 2001: Polnischer Meister im Halbschwergewicht
- 2002: Polnischer Vizemeister im Mittelgewicht
- 2003: Polnischer Meister im Mittelgewicht
- 2004: Polnischer Vizemeister im Mittelgewicht

Auswahl internationaler Turniere
- 1996: 2. Platz im Halbmittelgewicht beim 23. Internationalen Gazeta Pomorska Tournament
- 1996: 2. Platz im Halbmittelgewicht beim Internationalen Balaton Cup
- 1999: 2. Platz im Mittelgewicht beim 16. Internationalen Feliks Stamm Tournament
- 1999: 2. Platz im Mittelgewicht beim 30. Internationalen Grand Prix von Usti
- 1999: 3. Platz im Mittelgewicht beim 28. Internationalen Golden Belt Tournament
- 2000: 2. Platz im Mittelgewicht beim 17. Internationalen Feliks Stamm Tournament
- 2001: 2. Platz im Mittelgewicht beim 18. Internationalen Feliks Stamm Tournament

## Profikarriere
Im Dezember 2004 bestritt er seinen ersten Profikampf. Er gewann seine ersten acht Kämpfe gegen Aufbaugegner, ehe er am 3. Juni 2006 in Ostrołęka um den Internationalen Meistertitel der WBF im Supermittelgewicht boxte. Dabei besiegte er den ehemaligen Benelux-Meister Mike Algoet einstimmig nach Punkten. In seinem nächsten Kampf boxte er in Villa Park (Illinois) erstmals in den Vereinigten Staaten und besiegte dabei den Rechtsausleger Ottu Holifield einstimmig nach Punkten.
Am 20. Oktober 2006 verteidigte er seinen WBF-Titel in Włocławek durch t.K.o in der neunten Runde gegen Kimfuta Makussu. Nach sieben weiteren Siegen in Polen, boxte er am 11. Juli 2008 in Chicago gegen Thomas Reid und gewann durch t.K.o. in der zweiten Runde. Reid beendete anschließend seine Karriere. Nach folgenden Siegen gegen den Russen Sergey Kharchenko, den Weißrussen Kanstantsin Makhankou und den Spanier José Ubarnes, boxte er am 11. Juli 2009 in Newark zum dritten Mal in den USA. Dabei unterlag er jedoch Curtis Stevens durch t.K.o. in der dritten Runde.
Nach drei folgenden Siegen boxte er am 9. April 2010 in seiner Geburtsstadt gegen den Franzosen Aziz Daari um den Internationalen Polnischen Meistertitel im Supermittelgewicht und gewann einstimmig nach Punkten. Gleichzeitig erhielt er den Titel der TWBA. Am 17. September selben Jahres, verteidigte er den Titel durch t.K.o. in der zweiten Runde gegen den mehrfachen Spanischen Meister Miguel Peña. 
Am 11. Dezember 2010 gewann er in Grodzisk Mazowiecki den Internationalen Meistertitel der IBO im Supermittelgewicht; er siegte dabei einstimmig gegen Karlo Tabaghua. In seinem nächsten Kampf am 4. März 2011 in Helsinki, besiegte er den Finnen Amin Asikainen durch t.K.o. in der elften Runde und wurde dadurch Europameister der EBU im Supermittelgewicht, zusätzlich erhielt er den Interkontinentalen Meistertitel der WBO.
Doch in der ersten Titelverteidigung am 15. Oktober in Liverpool, verlor er beide Gürtel durch eine knappe Punktniederlage (340:344) an den Olympiasieger von 2008, James DeGale. Am 17. Februar 2012 siegte er nach Punkten gegen den Serben Geard Ajetović.
Am 31. März 2012 boxte er in Kiel gegen Arthur Abraham, der gegen Wilczewski seinen zweiten Comeback-Kampf bestritt. Die Boxveranstaltung stand unter dem Motto „Alles oder nichts“, da bei einer Niederlage Abrahams mit dessen Rücktritt vom Boxsport gerechnet wurde. Abraham gewann den Kampf über 12 Runden zwar einstimmig nach Punkten, konnte den Polen jedoch nicht wie von den Kommentatoren angekündigt und vom Publikum erwartet K. o. schlagen.
Nach einem weiteren Kampf im Juni 2012, beendete er seine Karriere. Sechs Jahre später bestritt er noch einen Kampf gegen den Georgier Giorgi Kandelaki, den er gewann.

## Nach der Karriere
Nach seiner aktiven Karriere wurde er Boxtrainer und betreut Mariusz Wach.